# Guadino (golf)
Il guadino è uno strumento utilizzato dai giocatori di golf al fine di recuperare le palline finite nei laghetti. Si tratta di un bastone, spesso telescopico, con in cima una specie di canestro metallico della dimensione di una normale pallina da golf; in alcuni modelli è presente invece un retino di dimensioni maggiori.
Usato per recuperare la pallina, oltre che dagli specchi d'acqua, anche da bunker sabbiosi, erba alta o luoghi normalmente irraggiungibili, può arrivare ad una lunghezza di 4,5 metri.